# Juraj Sýkora
Juraj Sýkora (* 19. September 1983 in Bratislava, Tschechoslowakei) ist ein slowakischer Eishockeyspieler, der zuletzt 2014 bei Orli Znojmo in der Österreichischen Eishockey-Liga unter Vertrag steht.

## Karriere
Juraj Sýkora begann seine Karriere als Eishockeyspieler in der Jugend des HC Slovan Bratislava, für dessen Profimannschaft er in der Saison 2002/03 sein Debüt in der Extraliga gab, wobei er in 29 Spielen ein Tor erzielte. In seinem Rookiejahr wurde der Center, der in der Saison 2001/2002 zwischenzeitlich für die Huskies de Rouyn-Noranda, die ihn beim CHL Import Draft 2001 in der ersten Runde als insgesamt 39. Spieler ausgewähl hatten, in der kanadischen Top-Juniorenliga QMJHL auflief, Slowakischer Meister. Diesen Erfolg konnte er mit dem Hauptstadtclub aus Bratislava 2005, 2007 und 2008 wiederholen. Im Sommer 2008 wechselte der Linksschütze zum HC Košice, mit dem er in der Saison 2008/09 bereits zum fünften Mal in seiner Laufbahn die slowakische Meisterschaft gewann. Ein Jahr später gewann er einen weiteren Meistertitel mit Košice, ehe er mit seinen Mannschaftskollegen Rudolf Huna und Peter Húževka zum HC Vítkovice Steel in die Tipsport-Extraliga wechselte. Nachdem er 2012/13 beim HC 05 Banská Bystrica wieder in der Slowakei gespielt hatte, zog es ihn zum HK Astana nach Kasachstan. Im Februar 2014 zu Orli Znojmo in die Österreichische Eishockey-Liga, wo er am Saisonende die Schlittschuhe an den Nagel hängte.

### International
Für die Slowakei nahm Sýkora an der U20-Junioren-Weltmeisterschaft 2003 teil, bei der er mit seiner Mannschaft den fünften Platz belegte.

## Erfolge und Auszeichnungen
- 2003 Slowakischer Meister mit dem HC Slovan Bratislava
- 2005 Slowakischer Meister mit dem HC Slovan Bratislava
- 2007 Slowakischer Meister mit dem HC Slovan Bratislava
- 2008 Slowakischer Meister mit dem HC Slovan Bratislava
- 2009 Slowakischer Meister mit dem HC Košice
- 2010 Slowakischer Meister mit dem HC Košice
- 2011 Tschechischer Vizemeister mit dem HC Vítkovice Steel